# Ильбоно
Ильбоно (итал. Ilbono) — коммуна в Италии, располагается в регионе Сардиния, подчиняется административному центру Нуоро.
Население составляет 2 086 человека (30-6-2019), плотность населения составляет 67,01 чел./км². Занимает площадь 31,13  км². Почтовый индекс — 8040. Телефонный код — 0782.
Покровителем населённого пункта считается святой Иоанн Креститель. Праздник ежегодно празднуется 24 июня.

## Примечание
1. ↑  Statistiche demografiche ISTAT. demo.istat.it. Дата обращения: 22 ноября 2019. Архивировано 24 июля 2019 года.